# Lydia Goehr
Pour les articles homonymes, voir Goehr.
Lydia Goehr est une philosophe et musicologue américaine. Elle est professeure de philosophie à l'université Columbia. Ses champs de recherche comprennent la philosophie de la musique, l'esthétique, la théorie critique, la philosophie de l'histoire et la philosophie des XIXe et XXe siècles.

## Biographie
Goehr naît à Londres, le 10 janvier 1960. Elle est la fille du compositeur Alexander Goehr et la petite-fille de Walter Goehr et de la photographe Laelia Goehr. Elle a obtenu son doctorat de l'université de Cambridge, où sa thèse sur l'ontologie de la musique a été dirigée par Bernard Williams.
Elle obtient un poste de professeure à Columbia, et est invitée dans plusieurs universités, notamment au poste de professeur invité Ernest Bloch au département de musique de l'UC Berkeley en 1997, en tant que professeur invité Aby Warburg à l'université de Hambourg en 2002-2003, en tant que professeur invité à l'université libre de Berlin en 2008, et en tant que professeur invité au Fu-Berlin SFB Theater und Fest en 2009.
Le travail de Goehr se concentre sur l'histoire de la théorie esthétique, tentant de comprendre la nature relationnelle des normes et de la dynamique du pouvoir avec la structure qui les cadre et régule leur pratique. La majeure partie de son travail est consacrée  aux arts musicaux, et une partie a exploré la relation compliquée et souvent hostile entre les différents arts, et entre les arts, la philosophie et la religion. Elle s'est également penchée sur la violence dans les arts du point de vue de la théorie critique, ainsi que sur la philosophie de l'histoire et l'histoire de la philosophie.

## Récompenses
Goehr a reçu plusieurs prix pour ses recherches ainsi que pour son enseignement aux étudiants de premier cycle et son mentorat aux étudiants des cycles supérieurs. Elle a été récipiendaire des bourses Getty et Guggenheim,. En 2012, Goehr a reçu le prix H. Colin Slim de l'American Musicological Society. En 2010, Goehr a reçu un Lenfest Distinguished Columbia Faculty Award. En 2005, Goehr a remporté le prix du président de l'Université de Columbia récompensant un enseignement exceptionnel.

## Publications
Goehr a écrit quatre ouvrages, en a coédité deux autres et a publié de nombreux articles sur la philosophie de la musique et la théorie critique. Son premier livre, The Imaginary Museum of Musical Works: An Essay in the Philosophy of Music (Clarendon Press, Oxford), a été publié en 1992 et a depuis été traduit dans de nombreuses langues. Son deuxième livre, A Quest for Voice: On Music, Politics, and the Limits of Philosophy (Clarendon Press, Oxford), est basé sur les Bloch Lectures, prononcées à l'université de Californie à Berkeley en 1997. Son troisième livre, publié en 2008, est Elective Affinities: Musical Essays on the History of Aesthetic Theory (Columbia University Press). Son quatrième livre, publié en 2021 (Oxford University Press) est Red Sea - Red Square - Red Thread, un roman policier philosophique. Elle est co-directrice, avec Daniel Herwitz, de The Don Giovanni Moment: Essays on the Legacy of an Opera (2006), et avec Jonathan Gilmore, de l'ouvrage A Companion to Arthur C. Danto Wiley (2022).